# Zikmund Miutini ze Spillimbergu

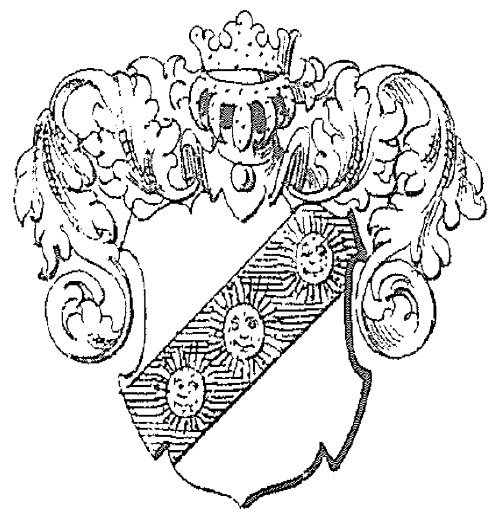
Znak kanovníka Miutiniho

Mons. Zikmund Miutini ze Spillimbergu (13. března 1601 – 1650 Olomouc) byl římskokatolický kněz, olomoucký kanovník a světící biskup.

## Životopis
Na kněze byl vysvěcen jako kanovník olomoucký v roce 1628. Světícím biskupem olomouckým a titulárním biskupem tiberiadským byl jmenován roku 1638, konsekrován byl 18. IV. 1639 ve Vídni Filipem Fridrichem Breunerem. 4. IV. 1640 byl jmenován arcijáhnem olomoucké kapituly . 9. I. 1642 byl zvolen kapitulním děkanem. Když se Švédové roku 1642 zmocnili Olomouce, vyhnali odtud kapitulu, takže ve městě zůstal pouze administrátor biskupství Stredele a světící biskup Miutini. Oba byli dáni pod vojenský dohled, protože nemohli hned zapravit sumu předepsanou švédským plukovníkem Wankem. Miutini zemřel ztýrán roku 1650.